# Mieke Debruyne
Mieke Debruyne (3 juli 1971) is een Vlaamse schrijfster, columniste en journaliste.
Mieke Debruyne heeft een licentiaat geschiedenis aan de Universiteit Gent gehaald en studeerde nadien Ontwikkelingssamenwerking en Antropologie.
Ze had van september 2000 tot juni 2001 een column Love Parade in De Standaard Magazine waar ze later ook als journaliste aan verbonden was. Tevens schreef ze een rubriek in Knack (Focus) en had ze een column in ELLE. Een aantal van haar columns werden gebundeld in Maandans. In hetzelfde jaar werd ook een stadsgids voor Brussel uitgegeven Brussel Onder Vriendinnen.
Mieke Debruyne maakte reportages voor Mekka en werkte samen met Tomas De Soete als copresentator in de late night radioshow Tomas, beide op Studio Brussel. Dat laatste beschrijft ze zelf als "haar beste werkervaring ooit". In 2003 overweegt ze een acteercarrière en figureert ze als journaliste in de Tom Barman film Any Way the Wind Blows. Ze speelde enkele afleveringen mee in het seizoen 2006 van De Slimste Mens ter Wereld maar haalde nipt de finale niet. Bij Woestijnvis werkte ze daarvoor mee aan Alles Uit De Kast en sinds 2007 is ze verbonden aan de redactie van De laatste show. Daar is ze onder meer verantwoordelijk voor "De Boekenberg", de rubriek op maandagavond.
Ze heeft met haar partner sinds 2006 een zoon en woont in Brussel.